# Voyage au centre de la Terre
Pour les articles homonymes, voir Voyage au centre de la Terre (homonymie).
Voyage au centre de la Terre est un roman d'aventures, écrit en 1864 par Jules Verne. Cette fiction souterraine fut publiée en édition originale in-18 le 25 novembre 1864, puis en grand in-octavo le 13 mai 1867. Le texte de 1867 comporte deux chapitres de plus (45 au lieu de 43) que celui de 1864. Voyage au centre de la Terre est le troisième roman d'aventure que publie Jules Verne après Cinq Semaines en ballon  paru en 1863 puis Les Aventures du capitaine Hatteras paru en 1864.
Le roman raconte la découverte d'un manuscrit runique ancien par un savant allemand qui, avec son neveu et leur guide, entreprend un voyage vers le centre de la Terre en y entrant par un volcan islandais éteint, le Sneffels (c'est-à-dire le Snæfellsjökull).
Le roman est un mélange de données scientifiques, d'extrapolations osées et d'aventure très représentatif de ce que Verne publie par la suite. L'introduction du roman reflète l'engouement d'alors pour une science jeune, la cryptologie. La suite enchaîne sur une description de l'Islande de la fin du XIXe siècle, puis sur une vaste introduction à deux autres sciences en plein essor, la paléontologie et la géologie.

## Résumé

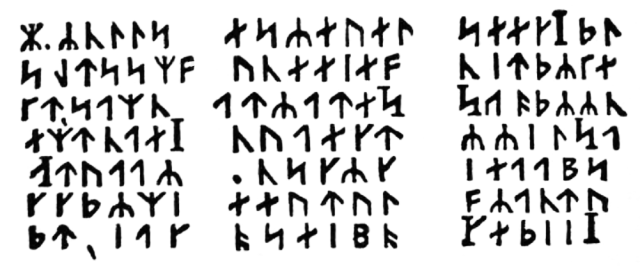
Fac-similé du cryptogramme d'Arne Saknussemm.

Le narrateur est Axel Lidenbrock, neveu d’un éminent géologue et naturaliste allemand, le professeur de minéralogie Otto Lidenbrock. L’histoire commence le 24 mai 1863 à Hambourg et plus exactement dans la Königstraße, rue où est située la maison du Pr Lidenbrock. Le professeur, amateur de vieux livres, a acheté le manuscrit original d'une saga islandaise, Heimskringla, écrite par Snorre Turleson (Snorri Sturluson) au XIIe siècle. Il y découvre un parchemin codé, rédigé en caractères runiques islandais. Lidenbrock se passionne aussitôt pour ce cryptogramme et tyrannise toute la maison tant qu'il lui résiste. Axel, d'abord peu enthousiaste, se prend peu à peu au jeu et finit par découvrir la clé du message par un coup de chance. Le parchemin se révèle être un message d'un certain Arne Saknussemm, un alchimiste islandais du XVIe siècle, rédigé en latin mais écrit en runes. Celui-ci affirme avoir découvert un passage qui l'aurait mené jusqu'au centre de la Terre, via l'un des cratères d'un volcan éteint d'Islande, le Sneffels (l'actuel Snæfellsjökull).
Le professeur Otto Lidenbrock est un homme enthousiaste et impétueux. Il décide de partir dès le lendemain pour l’Islande, emmenant avec lui son neveu Axel, beaucoup plus réticent. L'oncle et le neveu sont en désaccord sur la possibilité pratique d'un tel voyage, qui va à l'encontre de la théorie la plus répandue sur la composition de l'intérieur de la planète, la théorie de la chaleur centrale, soutenue notamment par Siméon Denis Poisson : Axel s'en fait le défenseur, tandis que Lidenbrock, plus influencé par les théories de Humphry Davy selon qui les températures profondes sont moins élevées, est déterminé à mettre l'hypothèse de la chaleur centrale à l'épreuve des faits. Par ailleurs, Axel est retenu à Hambourg par les sentiments qui le lient à la pupille de Lidenbrock, Graüben, une Virlandaise avec qui il s'est fiancé à l'insu du professeur ; mais celle-ci l'encourage au contraire à accomplir ce voyage, espérant qu'ils se marieront à son retour. Deux jours à peine après le déchiffrement du message, Lidenbrock et Axel se mettent donc en route, non sans de fiévreux préparatifs de la part du professeur, qui se pourvoit d'un matériel abondant correspondant au dernier cri technologique de l'époque (notamment les appareils de Ruhmkorff fournissant un moyen d'éclairage sûr, et le fulmicoton, un puissant explosif). Lidenbrock se hâte, car les indications fournies par Saknussemm sur l'emplacement exact du cratère à emprunter se fondent sur l'ombre projetée par un pic rocheux à la fin du mois de juin, et le trajet jusqu'en Islande leur prendra du temps.
Le voyage d'Axel et de Lidenbrock les mène d'Altona, banlieue de Hambourg, à Kiel en chemin de fer ; de là, ils embarquent sur un navire à vapeur en partance pour le Danemark, qui les mène à Korsør, d'où ils gagnent en train Copenhague. Lidenbrock entre en contact avec M. Thompson, directeur du musée des Antiquités du Nord de Copenhague, qui lui procure de précieuses indications pour son voyage et son séjour en Islande. Pendant les cinq jours d'attente avant le départ du navire qui les emmènera dans l'île, Lidenbrock oblige son neveu à prendre des leçons d'abîme en haut d'un clocher, afin de leur permettre de surmonter leur vertige, en prévision des gouffres qu'ils devront descendre. Le 2 juin, Lidenbrock et Axel embarquent sur une goélette qui longe Elseneur, remonte jusqu'au Skagerrak, longe la Norvège puis traverse la mer du Nord et passe au large des îles Féroé, avant de rejoindre enfin le port de Reykjavik, au sud-ouest de l'Islande. Les deux voyageurs, armés de lettres de recommandation, y sont accueillis par le maire Finsen et le coadjuteur Pictursson, et surtout hébergés par un professeur de sciences naturelles, M. Fridriksson, qui les renseigne mieux sur Saknussemm. Lidenbrock et Axel gardent le secret sur le but réel de leur voyage.

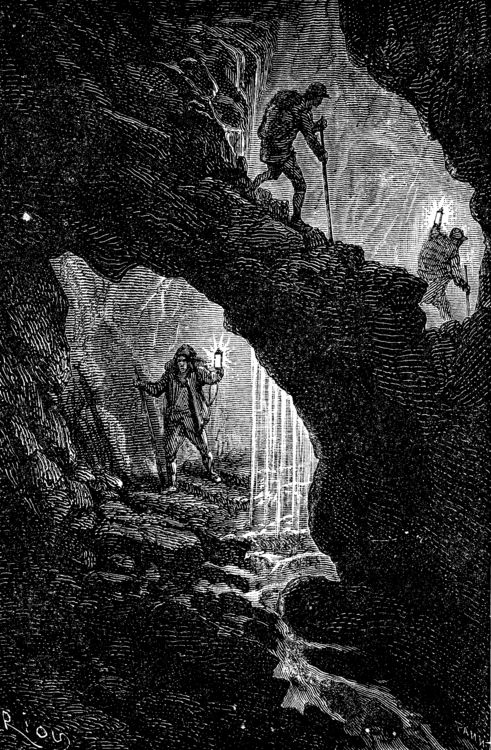
« Nous descendions une sorte de vis tournante. » Gravure d'Édouard Riou pour l'édition in-octavo de 1867.

Sur les conseils de Fridriksson, Lidenbrock et son neveu engagent un chasseur d’eider nommé Hans Bjelke, remarquablement fiable et impassible, qui sera leur guide et est prêt à suivre Lidenbrock où il voudra : l'expédition est au complet. Après quelques derniers préparatifs, Lidenbrock, Axel et Hans se mettent en route pour le Sneffels, situé plus au nord-ouest. Ils font étape à Gardär puis à Stapi, rencontrent quelques infortunes dues à l'impatience du professeur ou à l'hospitalité douteuse d'un de leurs hôtes, et arrivent quelques jours plus tard au pied du volcan Sneffels. Ils engagent quelques porteurs temporaires pour l'ascension des bagages et se retrouvent ensuite seuls tous les trois près des cratères du volcan éteint. Lidenbrock trouve là une inscription runique au nom de Saknussemm : aucun doute n'est plus possible sur la véracité du parchemin. Le cratère éteint renferme trois cheminées. L’une d’elles doit être effleurée par l’ombre d’un haut pic, le Scartaris, à midi, « avant les calendes de juillet », c’est-à-dire dans les derniers jours de juin. D’après la note de Saknussemm, là se trouve le passage vers le centre de la Terre. Le 28 juin, lorsque le temps se dégage, l'ombre se projette sur le cratère central et la descente peut commencer.
Après avoir descendu la cheminée principale du cratère à l'aide de cordes, l'expédition s'engage dans les profondeurs de la terre, tandis que Lidenbrock tient un journal scientifique pour consigner précisément l'itinéraire parcouru. Une difficulté se présente lorsque l'expédition parvient à un croisement entre deux galeries. Lidenbrock s'engage dans ce qui se révèle peu à peu être la mauvaise direction, car elle les mène vers des terrains trop récents pour correspondre aux couches les plus profondes. Ce retard manque de coûter la vie aux membres de l'expédition, qui se trouvent rapidement à court d'eau et souffrent terriblement de la soif. Revenus avec peine au croisement, ils se fient aux indications de Hans, qui finit par découvrir une nappe souterraine d'eau ferrugineuse en perçant une paroi. La descente peut alors se poursuivre, toujours plus bas et en se déportant toujours vers le sud-est, c'est-à-dire sous l'Islande puis sous la croûte supportant l'océan Atlantique. Axel doit s'avouer vaincu car la température ambiante augmente bien moins que ce que prévoyait la théorie de la chaleur centrale. Quelques jours après, trompé par un embranchement dans la galerie, Axel se retrouve perdu, seul et sans lumière. Ayant repris contact avec Lidenbrock grâce à un phénomène acoustique propice, il se fait guider jusqu'à ses compagnons, mais son trajet se termine par une mauvaise chute.

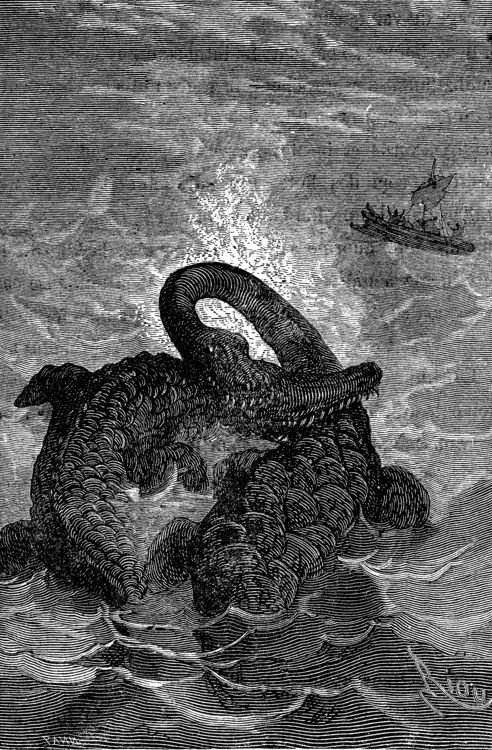
« Ces animaux s'attaquent avec fureur… » Gravure d'Édouard Riou pour l'édition originale de 1864.

Soigné et guéri par Hans et Lidenbrock, Axel se rend compte que l'expédition est arrivée au bord d'une étendue d'eau souterraine qui ressemble à une véritable mer, enfermée dans une caverne aux proportions gigantesques et éclairée par des phénomènes électriques. La côte est constellée d'ossements fossiles et abrite une forêt de champignons fossiles géants. Le 13 août, embarqués sur un radeau construit par Hans en surtarbrandur, du bois à demi fossilisé trouvé sur place, les trois voyageurs naviguent sur la mer que le professeur a baptisée « mer Lidenbrock ». Ils croisent des algues géantes, puis pêchent un poisson appartenant à une espèce disparue et redoutent de croiser des monstres préhistoriques. De fait, ils manquent d'être coulés lorsqu'un ichthyosaure et un plésiosaure surgissent des eaux et s'affrontent près du radeau. Après une dizaine de jours de navigation, ils sont pris dans un orage qui dévaste leur embarcation et manque de leur coûter la vie, notamment lors d'un feu Saint-Elme sur le navire, mais sont finalement rejetés sur une côte. Par malheur, d'après les indications de la boussole, la tempête leur a fait rebrousser chemin vers la même côte. Lidenbrock et Axel l'explorent à nouveau et tombent sur un ossuaire où se trouvent des restes d'animaux des ères quaternaire et tertiaire, dont un homme fossilisé plus ancien que tout ce qui avait été découvert jusqu'alors. Plus loin, ils s'aventurent dans une forêt de végétaux appartenant à des espèces anciennes, dont le kauri, et y entrevoient un troupeau de mastodontes, menés par ce qui ressemble à un humanoïde géant : ils finissent par battre prudemment en retraite. Revenant vers la côte, ils trouvent un poignard rouillé du XVIe siècle près d'une nouvelle inscription aux initiales d'Arne Saknussemm : ils sont sur la bonne voie.
Mais la grotte qui s'ouvre non loin de là les mène à un cul-de-sac : une éruption plus récente a bouché la galerie. Déterminé, Lidenbrock décide d'employer le fulmicoton pour faire sauter l'obstacle. Remontés sur le radeau afin de se tenir à une distance sûre, les trois voyageurs font sauter le mur rocheux le 27 août, mais sont entraînés vers la galerie lorsque l'explosion provoque un petit raz-de-marée : la mer s'engouffre dans la grotte. Prisonnier de son embarcation, le petit groupe poursuit sa descente sur une eau devenue bouillante. Axel se rend compte que presque tout l'équipement et surtout les provisions ont basculé hors du radeau au moment de l'explosion : l'expédition risque de mourir de faim rapidement… Les voyageurs n'ont plus le contrôle de leur direction et ne peuvent s'échapper de la galerie rocheuse. Après être descendus, le couloir et l'eau remontent dans une atmosphère de plus en plus étouffante. Axel comprend avec horreur que le radeau progresse désormais sur une masse de roche fondue qui monte dans une cheminée volcanique sur le point d'entrer en éruption, mais Lidenbrock refuse de se laisser aller au désespoir : c'est une chance de revenir à la surface de la terre. Finalement, brûlés et très affaiblis, les trois voyageurs sont rejetés par un cratère et échouent sur le flanc d'un volcan. Après s'être mis à l'abri, ils se rendent compte qu'ils sont en Italie, sur les flancs du Stromboli. De retour à Hambourg, l'expédition se couvre de gloire, Lidenbrock devient célèbre et Axel peut épouser sa fiancée. Hans retourne en Islande, où l'oncle et le neveu espèrent aller le revoir un jour.
Néanmoins, un mystère demeure jusqu'à la fin du roman : la boussole indiquait une mauvaise direction, sans que les personnages comprennent le problème. Finalement en comparant la boussole avec une autre, Axel se rend compte que l'aiguille indique le sud et non le nord, et que cela est dû à la désorientation électrique causée par le feu Saint-Elme lors de l'orage sur la mer Lidenbrock.

## Les personnages

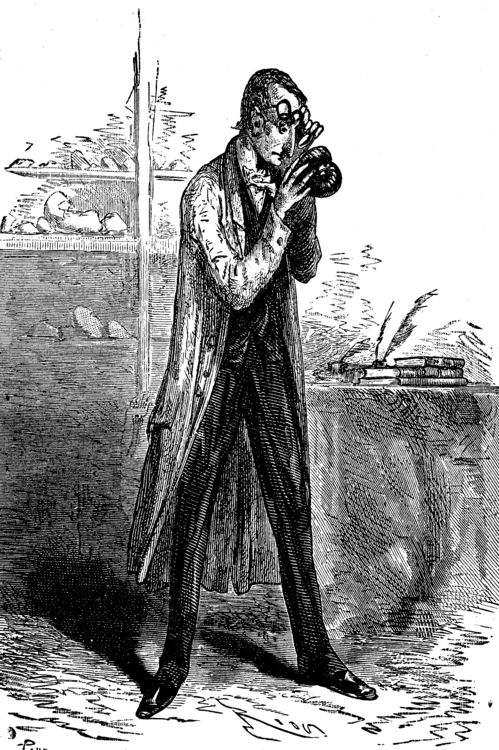
Le professeur Otto Lidenbrock. Illustration d'Édouard Riou.

### Le professeur Otto Lidenbrock
C'est le personnage principal du roman. Professeur de minéralogie au Johannæum de Hambourg, oncle d'Axel qu'il a fait profiter de ses connaissances, il est présenté comme un grand spécialiste dans son domaine (Verne lui fait fréquenter des spécialistes comme Humphry Davy), d'une grande érudition et polyglotte (il est indiqué qu'il parle de nombreuses langues et, au cours de l'intrigue, il lit le vieil islandais et les runes, lit et parle le latin, le danois et l'islandais). Mais c'est aussi un excentrique au tempérament impatient, impulsif et irascible (renforcé par sa tendance à s'embrouiller dans la prononciation des termes scientifiques compliqués), et peu accessible aux sentiments ordinaires. Passionné par son domaine de recherche, il est aussi doté d'une volonté inflexible et ne renonce jamais. Il s'humanise un peu au contact d'Axel au fil du voyage.

### Axel
Orphelin, neveu et aide-préparateur du professeur Lidenbrock, il est le narrateur du roman. Doté de solides connaissances en géologie et en minéralogie transmises par son oncle, il a aussi une bonne culture classique, en particulier en latin. D'un tempérament plus calme et mesuré que son oncle, quoique son romantisme le porte parfois à l'exaltation, il est peu intéressé par le cryptogramme au départ. C'est lui qui déchiffre le message d'Arne Saknussem. Il reste longtemps réticent et incrédule devant la possibilité même du voyage entrepris par son oncle. Il l'accompagne néanmoins dans l'expédition vers le centre de la Terre, devient progressivement aussi enthousiaste que lui et mesure ses qualités humaines dans les moments difficiles. Axel est fiancé à Graüben, pupille de Lidenbrock.
Le voyage d'Axel à travers le centre de la Terre s'apparente à un parcours initiatique qui va faire de lui, jeune homme « au caractère un peu indécis », aidant son oncle, un adulte à part entière, capable de transmettre un savoir à son tour, comme lorsqu'il explique le mystère de la boussole au professeur Lidenbrock.

### Hans Bjelke
Chasseur d'eider islandais, il est engagé par Otto Lidenbrock comme serviteur et guide à Reykjavik sur les conseils de son collègue Fridriksson. Il est le troisième membre de l'expédition vers le centre de la Terre. Verne en fait l'archétype du serviteur fidèle, dévoué et bon à tout faire, qui sauve plusieurs fois la vie de ses maîtres. Hans est aussi l'incarnation des stéréotypes de l'époque sur les Islandais : d'un flegme et d'une impassibilité totales, il ne trahit presque jamais la moindre émotion au cours du voyage, quels que soient les découvertes ou les périls rencontrés.

### Graüben
Pupille et filleule du professeur Lidenbrock, elle n'apparaît que brièvement au début du roman. D'un caractère doux et réservé, c'est la fiancée d'Axel, qu'elle encourage néanmoins à suivre Lidenbrock dans son voyage. Elle est appelée la Virlandaise, allusion au fait qu'elle vient du quartier de Vierlande à Hambourg.

### Marthe
C'est la domestique et cuisinière du professeur Lidenbrock. Elle apparaît brièvement au début du roman, effrayée et tyrannisée par le caractère excentrique du minéralogiste. C'est elle qui prévient toute la ville du voyage au centre de la Terre du professeur et de son neveu.

### Arne Saknussemm
Il n'apparaît jamais directement, mais son ombre plane sur le roman : il est le prédécesseur de Lidenbrock, et c'est son cryptogramme qui fournit aux personnages le chemin vers le centre de la Terre, qu'il a lui-même atteint à son époque, au XVIe siècle. Il est présenté comme un grand naturaliste, un grand alchimiste et un grand voyageur, persécuté pour hérésie et dont les livres sont brûlés à Copenhague en 1573.

### Le professeur Fridriksson
Professeur de sciences naturelles à Reykjavik, il n'apparaît que pendant une courte séquence du roman. Il accueille et héberge Lidenbrock et Axel, et c'est lui qui leur recommande Hans Bjelke. Il converse avec Lidenbrock en islandais et discute avec Axel en latin car c'est leur seule langue commune.

## Premières traductions
- (en) « A Journey to the Centre of the Earth », dans Boys’ Journal, A Magazine of Literature, Science and Amusement, vol. 8, Londres, Henry Vickers, janvier-décembre 1870[5].
- (de) Die Reise zum Mittelpunkt der Erde, Budapest, Gebrüder Légrády, 1873.
- (en) Journey into the interior of the Earth, Londres, Ward Lock & Co. Ltd., 1877.

## Analyse

### Les sources de Verne
Parmi les sources d'inspiration littéraires de Jules Verne figure au premier chef Laura, voyage dans le cristal, un roman fantastique publié par George Sand dans la Revue des Deux Mondes en janvier 1864. Tandis que Verne en est encore au tout début de sa carrière littéraire, George Sand est une auteure bien installée, célèbre depuis son roman Indiana, et il est plus que probable que Verne a lu Laura. Les deux romans ont en commun de nombreux éléments, à commencer par les personnages : chez Sand, le narrateur est un nommé Alexis, neveu d'un célèbre minéralogiste allemand appelé Tungsténius, et il est amoureux de sa cousine Laura, personnage beaucoup plus présent et actif que Graüben chez Verne. Le roman de Sand, comme celui de Verne après elle, revendique une dimension éducative et mobilise un vocabulaire scientifique très précis. Les deux romans partagent en outre une dimension initiatique au fil des épreuves du jeune héros.
Jules Verne a probablement aussi été influencé par les récits d'Edgar Allan Poe où l'on trouve de nombreuses énigmes et cryptogrammes, comme celui qui ouvre Voyage au centre de la Terre, et chez qui le voyage consiste souvent moins en une découverte absolue qu'en une redécouverte, une énigme à reconstituer sur la piste d'un voyageur plus ancien, comme c'est le cas des héros de Verne qui suivent les traces d'un ancien voyageur, Arne Saknussemm.
Le professeur Lidenbrock est l'une des premières parmi les nombreuses figures de savants qui apparaissent dans les Voyages extraordinaires : étroitement associés à leur lieu et à leurs instruments de travail, ces savants sont grandioses par leur dévouement sans bornes à la science et par leur éthique qui fait d'eux des exemples moraux, mais ils ont aussi leurs ridicules, ici la distraction de Lidenbrock et ses quelques colères. Le roman se nourrit donc à la fois d'une vision progressiste du savant et d'une vision plus ambiguë héritée du romantisme et du fantastique hoffmanien où le savant est un original dont l'excentricité peut virer à la folie ou qui peut tourner au sorcier.

### Thèmes abordés dans le roman
- L’étude de la cryptologie (déchiffrement des runes pour pouvoir aller au centre de la Terre)
- La spéléologie (par la découverte des profondeurs de la Terre)
- La paléontologie (découverte d’animaux préhistoriques qu’on pensait disparus et du cadavre de l’homme quaternaire)
- La minéralogie (science incarnée par le professeur Lidenbrock) [également perceptible dans Les Enfants du capitaine Grant]
- La folie (l’épisode de la solitude d’Axel)
- Le fantastique (épisode du rêve d’Axel)
- L'aventure
- L'amour (Axel est amoureux de Graüben)
- Le voyage (Axel, Otto et Hans partent pour le centre de la Terre)
- La survie (Tout au long de l'histoire les trois aventuriers sont confrontés à peu de nourriture )

### Contenu scientifique du roman

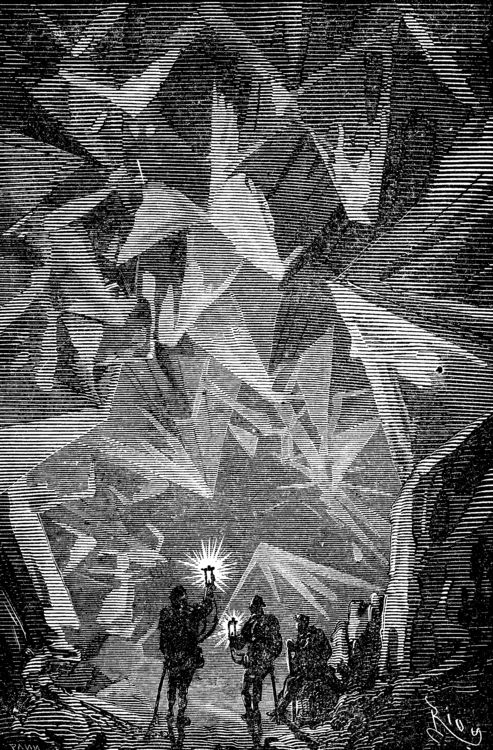
Planche no 30 « Je m’imaginais voyager à travers un diamant » d'Édouard Riou, 1864.

Une célèbre planche d'illustration d'Édouard Riou présente une grotte contenant des cristaux géants — ce que Jules Verne n'indique pas dans le roman, présentant seulement la « lumière des appareils, répercutée par les petites facettes de la masse rocheuse, crois[ant] ses jets de feu sous tous les angles » —, dont il n'était connu aucun exemple réel jusqu'à la découverte au début des années 2000 de cristaux de grande taille au Mexique, dans la mine de Naïca.
La possibilité d'une mer souterraine semblable à la mer Lidenbrock est réfutée par les connaissances géologiques actuelles, car la caverne gigantesque qui la contient ne pourrait pas résister aux pressions énormes propres à ces profondeurs ; en revanche, la présence d'une grande quantité d'eau enfermée ou infiltrée dans des roches solides est considérée comme probable, mais on ignore encore précisément jusqu'à quelle profondeur elle pourrait se trouver.

## Adaptations

### Au théâtre
De son vivant, Jules Verne, qui est également dramaturge, écrit en collaboration avec Adolphe Dennery une pièce de théâtre intitulée Voyage à travers l'Impossible, qui est créée le 25 novembre 1882 à Paris, au théâtre de la Porte-Saint-Martin. Sans être une adaptation exacte de Voyage au centre de la Terre, la pièce reprend de nombreux personnages et thèmes issus de plusieurs romans de Verne, dont l'idée d'un voyage au centre de la Terre. Cependant, la pièce oriente l'aventure vers le fantastique, en mettant notamment en scène un peuple salamandre vivant au centre de la Terre.

### Au cinéma
Le roman a connu plusieurs adaptations au cinéma, plus ou moins libres :
- 1959 : Voyage au centre de la Terre (Journey to the Center of the Earth) réalisé par Henry Levin avec James Mason, Pat Boone, Peter Ronson et Arlene Dahl.
- 1976 : Le Continent fantastique (Viaje al centro de la Tierra), film espagnol de Juan Piquer Simón, sur un scénario de lui-même, John Melson et Carlos Puerto.
- 2008 : Voyage au centre de la Terre (Journey to the Center of the Earth). Sorti en  juillet 2008 aux États-Unis, réalisé par Eric Brevig, avec Brendan Fraser, Josh Hutcherson, Anita Briem, où l'univers de Verne se trouve transposé au début du XXIe siècle.
- 2012 : Voyage au centre de la Terre 2 : L'Île mystérieuse (Journey 2: The Mysterious Island). Sorti en février 2012 aux États-Unis, réalisé par Brad Peyton, avec Dwayne Johnson, Michael Caine, Josh Hutcherson et Vanessa Hudgens. Suite du film Voyage au centre de la Terre de 2008, ce film est surtout une adaptation de L'Île mystérieuse.

### À la télévision
- 1967 : Journey to the Center of the Earth, série d'animation américaine de 17 épisodes de 30 minutes, produite par Filmation en association avec 20th Century Fox, diffusée entre septembre 1967 et septembre 1969 sur l'émission ABC Saturday Morning, avec la voix de Ted Knight.
- 1993 : Voyage au centre de la Terre (Journey to the Center of the Earth), pilote d'une série qui ne verra jamais le jour, produite et diffusée sur la NBC.
- 1999 : Voyage au centre de la Terre (Journey to the Center of the Earth), feuilleton télévisé en deux parties, réalisé par George Trumbull Miller. Scénario très éloigné aussi bien du roman de Jules Verne que de l'adaptation, déjà libre, qui en avait été faite en 1959.
- 2008 : Voyage au centre de la Terre (Journey to the Center of the Earth), téléfilm américain réalisé par David Jones et Scott Wheeler avec Greg Evigan, Dedee Pfeiffer, Jennifer Dorogi.
- 2008 : Voyage au centre de la Terre (Journey to the Center of the Earth), téléfilm américain réalisé par T.J. Scott avec Rick Schroder, Victoria Pratt et Peter Fonda.

### En bandes dessinées
- 1978 : Voyage au centre de la Terre, texte de Roudolph, dessins de Renato Polese, Sagédition.
- 1990 : Voyage au centre de la Terre, dessins de Claude Laverdure, scénario de Luc Dellisse, éditions Lefrancq.
- 2009 : Voyage au centre de la Terre, texte de Patrice Cartier, dessins de Édouard Riou, Éditions du Mont.
- 2015 : Voyage au centre de la Terre, texte et dessins de Norihiko Kurazono, Éditions Kadokawa.
- 2017 : Voyage au centre de la Terre, texte et dessins de Matteo Berton, La Pastèque.
- 2021 : Voyage au centre de la Terre, scénario de Curt Ridel et dessins de Frédéric Garcia, Glénat Les Grands Classiques de la littérature en bande dessinée.

### En podcast
- Podcast en 22 épisodes de 11 à 21 minutes[11].

### En jeu vidéo
- 2003 : Voyage au centre de la Terre, un jeu vidéo développé par Frogwares directement inspiré du roman de Jules Verne.
- 1988 : un jeu vidéo édité par US GOLD pour les plateformes Atari ST, Amiga et PC (support disquettes).

### En musique
- 1974 : Journey to the Centre of the Earth, par Rick Wakeman, album en concert avec chœur et orchestre. L'album se compose de quatre titres (The Journey, Recollection, The Battle et The Forest) entrecoupés de lectures du roman. Wakeman réenregistrera en 2005 l'album en version plus rock, en un seul morceau de 32 minutes et sans les lectures. De même, Wakeman ajoutera une suite à cet album en 1999 : Return to the Centre of the Earth.
- 2003 : adapté par Olivier Cohen et raconté par Jean-Claude Dreyfus et Michel Aumont, musique André Serre-Milan, Naive , U 318054.

### En attraction
Journey to the Center of the Earth, une attraction du parc Tokyo DisneySea, s'inspire librement du roman de Jules Verne et offre aux visiteurs une excursion dans les profondeurs de la Terre, selon l'atmosphère du roman. Cette attraction intègre une zone plus vaste (Mysterious Island), s'étendant autour du mont Prometheus et comprenant aussi l'attraction 20,000 Leagues Under the Sea.